# Бауэр, Флориан
Флориан Бауэр (нем. Florian Bauer; род. 11 февраля 1994, Альтэттинг, Бавария) ― немецкий бобслеист, трёхкратный чемпион Европы, серебряный призёр XXIV Зимних Олимпийских игр 2022 года в Пекине.

## Биография
Родился 11 февраля 1994 года в Тёгинг-ам-Инн, Германия.
На чемпионате мира 2020 года в Альтенберге выиграл серебро в четвёрке, в 2021 году там же уже бронзу в четвёрке.
Двукратный чемпион Европы 2019 и 2021 годов (четверки). Серебряный призёр чемпионата Европы 2022 года в Санкт-Морице.
На зимних Олимпийских играх 2022 года стал дважды серебряным призёром в четвёрке и в двойке.